# 克拉克米爾斯 (紐約州)
克拉克米爾斯（英語：Clark Mills）是位於美國紐約州奧奈達縣的普查規定居民點。

## 人口
根據2020年美國人口普查的數據，克拉克米爾斯的面積為3.91平方千米，當中陸地面積為3.87平方千米，而水域面積為0.04平方千米。當地共有人口2049人，而人口密度為每平方千米524.04人。